# Merremia quinquefolia
Merremia quinquefolia är en vindeväxtart som först beskrevs av Carl von Linné, och fick sitt nu gällande namn av Hallier f. Merremia quinquefolia ingår i släktet Merremia och familjen vindeväxter. Inga underarter finns listade i Catalogue of Life.